# DeHackEd
DeHackEdは、オリジナルの『Doom』の実行ファイル用にグレッグ・ルイスが作成した実行ファイルの操作を変更できるエディター。
プログラムの最後の更新であるバージョン3.1は、1997年2月26日にリリースされた。ヒットポイント、サウンド、フレームシーケンス、テキスト文字列、およびその他のいくつかのその他の値を変更できる。変更は、実行ファイルに適用できるDeHackEd "パッチ"の形式で配布できる。DeHackEdがリリースされた時点では、Doomはクローズドソースプログラムであり、新しい機能を利用できるようにするために、実行ファイルにパッチを適用するしかなかった（現在では id Softwareがソースを公開しているためソースを変更できるのとは対照的）。 
最も一般的なパッチは、高速のモンスターと武器、プレーヤーを探す自爆バレルなどを追加しするが、よりバランスのとれた芸術的な変更も行うことができる。DeHackEdで多くの高度なエフェクトを実現できるが、カスタムソースポートが提供できる完全な柔軟性は提供しない。例えば、モンスターのAIとアーマーのクラスは固定されている。 
古いDeHackEdパッチは、DeHackEdパッチユーティリティを使用して実行可能ファイルに適用するバイナリ形式のデータを使用している。後のバージョンのDeHackEdでは、パッチを人間が読めるプレーンテキスト形式で保存し、どんなテキストエディターでも編集できるようにしている。 
Boomには、起動時にDeHackEdパッチをロードしたり、実行ファイルに何の変更もせずに起動時にゲームにエフェクトの変更を加えたりする機能が搭載されていた。他のソースポートに同様の機能が追加され、コマンドラインでロード可能なDeHackEdのサポートが現在のほとんどのソースポートで一般的になっている。Boomは、DeHackEdサポート用のBEX（Boom EXtended）拡張も提供した。BEXを使用すると、文字列編集、任意のフレームへのコードポインターの適用、および追加のコードポインターの柔軟性が向上する。 